# Raymer
Raymer es un pueblo ubicado en el condado de Weld en el estado estadounidense de Colorado. En el Censo de 2010 tenía una población de 96 habitantes y una densidad poblacional de 51,05 personas por km².

## Geografía
Raymer se encuentra ubicado en las coordenadas 40°36′28″N 103°50′39″O / 40.60778, -103.84417. Según la Oficina del Censo de los Estados Unidos, Raymer tiene una superficie total de 1.88 km², de la cual 1.88 km² corresponden a tierra firme y (0%) 0 km² es agua.

## Demografía
Según el censo de 2010, había 96 personas residiendo en Raymer. La densidad de población era de 51,05 hab./km². De los 96 habitantes, Raymer estaba compuesto por el 97.92% blancos, el 0% eran afroamericanos, el 1.04% eran amerindios, el 0% eran asiáticos, el 0% eran isleños del Pacífico, el 0% eran de otras razas y el 1.04% pertenecían a dos o más razas. Del total de la población el 8.33% eran hispanos o latinos de cualquier raza.